# 地中海大吻深海鱈
地中海大吻深海鱈，為輻鰭魚綱鱈形目稚鱈科的其中一種，分布於東大西洋地中海義大力那不勒斯灣海域，為深海魚類，深度400-700公尺，體長可達10公分，生活習性不明。